# Portero mayor del reino
El portero mayor del reino era un funcionario y oficial de la Corona de Castilla con competencias judiciales en su respectivo reino o territorio.

## Historia
Desde el siglo XIII hubo porteros mayores de los reinos de Castilla, Toledo, León, Galicia y de la zona de Andalucía, así como también existieron notarías mayores de cada uno de esos territorios. Además, eran oficiales muy considerados en la Corte, y si alguien asesinaba a uno de ellos sufría la misma pena que si hubiera dado muerte a uno de los alcaldes del rey.
Jaime de Salazar y Acha señaló que los porteros mayores del reino eran «una especie de delegados del rey» con competencias judiciales en su respectivos reino o territorio, y también que eran los encargados de hacerse cargo de los documentos, notificaciones y emplazamientos judiciales. Y también hay constancia de que por la expedición de sus cartas debían abonar a la cancillería real, al igual que los coperos, resposteros y posaderos mayores del rey una suma de 40 maravedís.
Sin embargo, a finales del siglo XV ya no existían «trazas», en palabras de Salazar y Acha, de estos funcionarios ni de su estructura territorial.

## Porteros mayores del reino
Había cuatro reinos y una región con porteros mayores en la Corona de Castilla:
- Portero mayor de Andalucía.
- Portero mayor del reino de Castilla.
- Portero mayor del reino de León.
- Portero mayor del reino de Toledo.
- Portero mayor del reino de Galicia.